# Düben
Düben ist ein Ortsteil von Coswig (Anhalt) im Landkreis Wittenberg in Sachsen-Anhalt (Deutschland).

## Geografie
Der Ort liegt im Übergangsgebiet vom Fläming zum Elbetal. Im Waldgebiet nordöstlich von Düben erreichen die Handelsberge 119 m ü. NN. Durch Düben fließt der Olbitzgraben, der nahe Klieken-Schlangengrube in die Elbe mündet. Die Kernstadt Coswig (Anhalt) ist knapp sieben Kilometer, die Stadt Dessau-Roßlau etwa elf Kilometer entfernt.
Zur ehemaligen Gemeinde Düben gehörte der westlich von Düben gelegene Ortsteil Steinmühle.

## Geschichte
1280 taucht Düben erstmals in einer Urkunde auf (Codex diplomaticus Anhaltinus). Am 1. Juli 2007 wurde die Gemeinde Düben aufgrund einer Kreisgebietsreform vom ehemaligen Landkreis Anhalt-Zerbst in den Landkreis Wittenberg eingegliedert.
Die Gemeinde Düben wurde am 1. März 2009 nach Coswig (Anhalt) eingemeindet.

## Politik

### Wappen
Blasonierung: „In Silber über blauem Wellenschildfuß ein blaues Mühlrad mit schwarzer Nabe, beseitet von zwei einander zugekehrten, blauen, schwarz konturierten Eichenblättern.“
Das Wappen wurde 1997 vom Kommunalheraldiker Jörg Mantzsch gestaltet und ins Genehmigungsverfahren geführt.

### Flagge
Die Flagge ist Blau - Silber (Weiß) längsgestreift. Das Wappen der Gemeinde ist mittig auf die Flagge aufgelegt.

## Wirtschaft und Infrastruktur

### Wirtschaft
Heute wird die Gemeinde von der Landwirtschaft sowie kleinen Handwerks- und Handelsbetrieben geprägt. Vor einigen Jahren entstand eine Ponypension.

### Verkehrsanbindung
Die Landesstraße 121 (ehemals Bundesstraße 187a) von Zerbst nach Coswig (Anhalt) führt durch Düben. In den Nachbarorten Klieken und Coswig (Anhalt) besteht Bahnanschluss (Bahnstrecke Węgliniec–Roßlau). In fünf Kilometer Entfernung liegt der Autobahnanschluss „Coswig“ (A 9 Berlin–München).

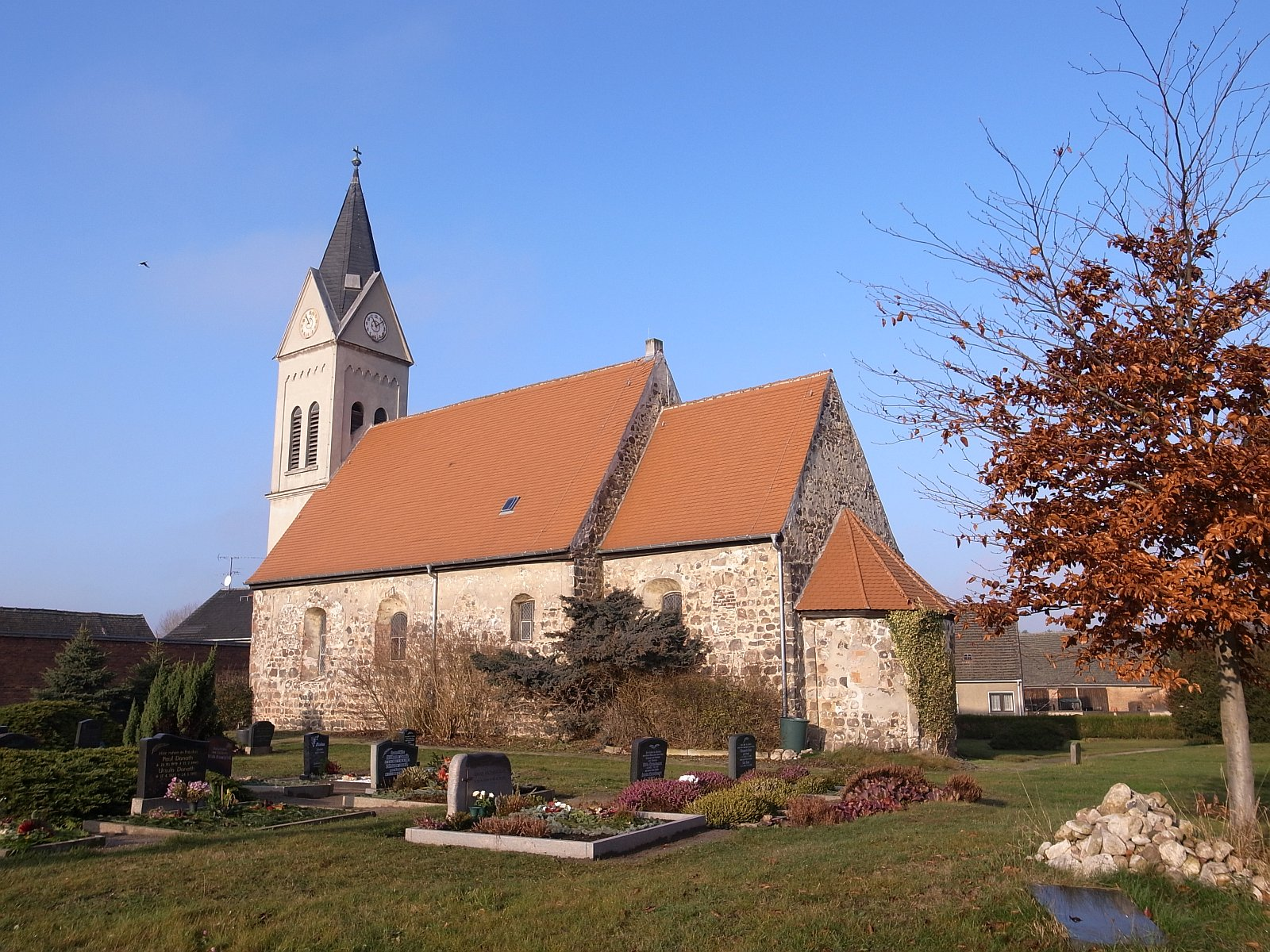
St. Petrus-Kirche Düben

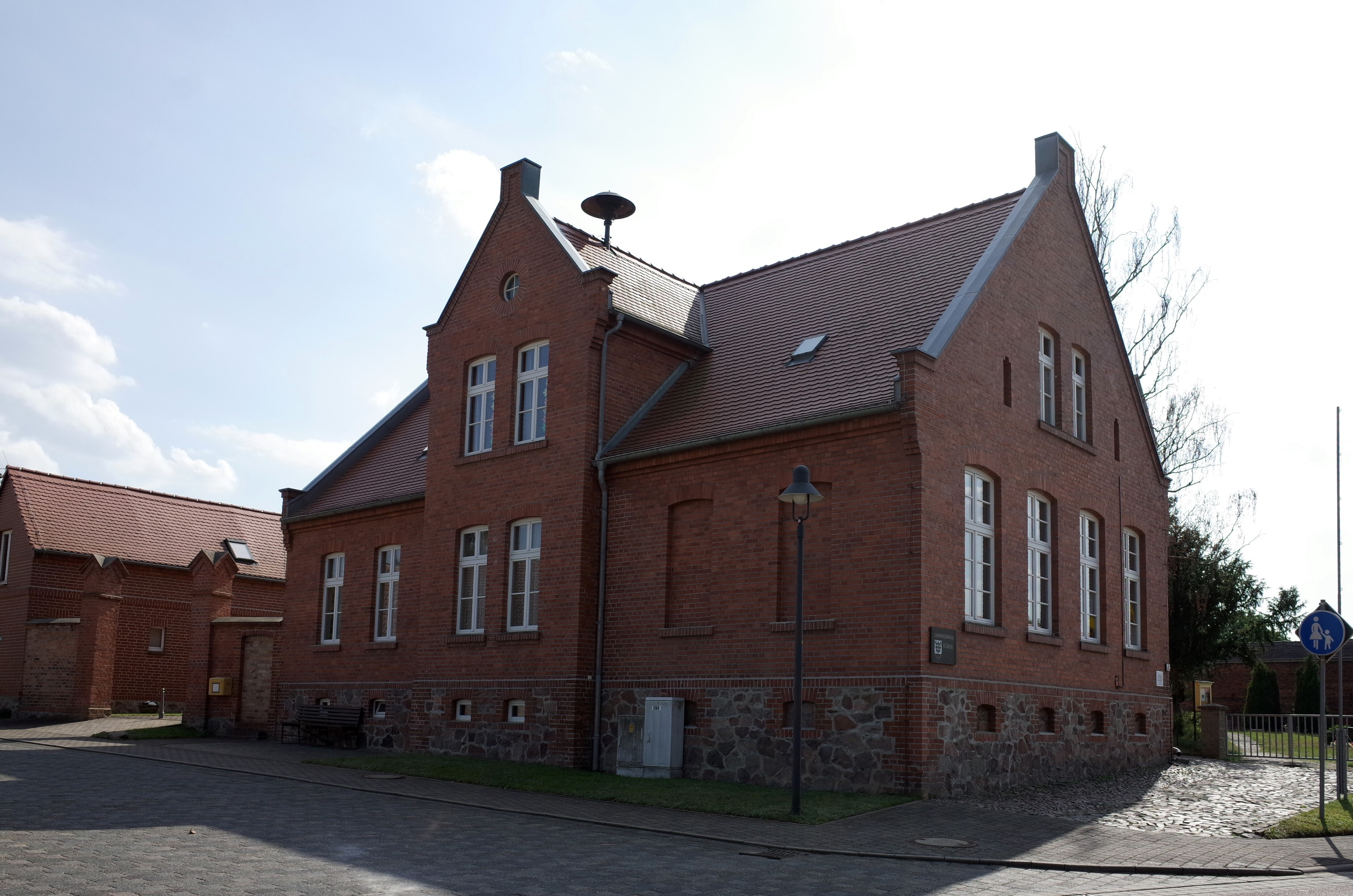
Ehemalige Schule, heute Gemeindehaus

## Kultur und Sehenswürdigkeiten
Die Kirche St. Petri (Düben) ist eine im Kern romanische Feldsteinkirche.

### Regelmäßige Veranstaltungen
Die Freiwillige Feuerwehr und der Traditionsverein richten jährlich die Fastnacht, das Osterfeuer und das Dorffest aus.

## Persönlichkeiten
- Theodor Kirsch (1818–1889), deutscher Entomologe
- Harald Artur Wolf von Wolff (1824–1900), Jurist, Senatspräsident am Reichsgericht
- Otto A. Siedamgrotzky (1841–1902), deutscher Tierarzt und Hochschullehrer